# Crithagra citrinipectus
Il verzellino pettogiallo o anche beccasemi pettolimone (Crithagra citrinipectus  (Clancey & Lawson, 1960)) è un uccello passeriforme della famiglia Fringillidae.

## Etimologia
Il nome scientifico della specie, citrinipectus, deriva dal latino e significa "dal petto color limone", in riferimento alla livrea di questi uccelli.

## Descrizione

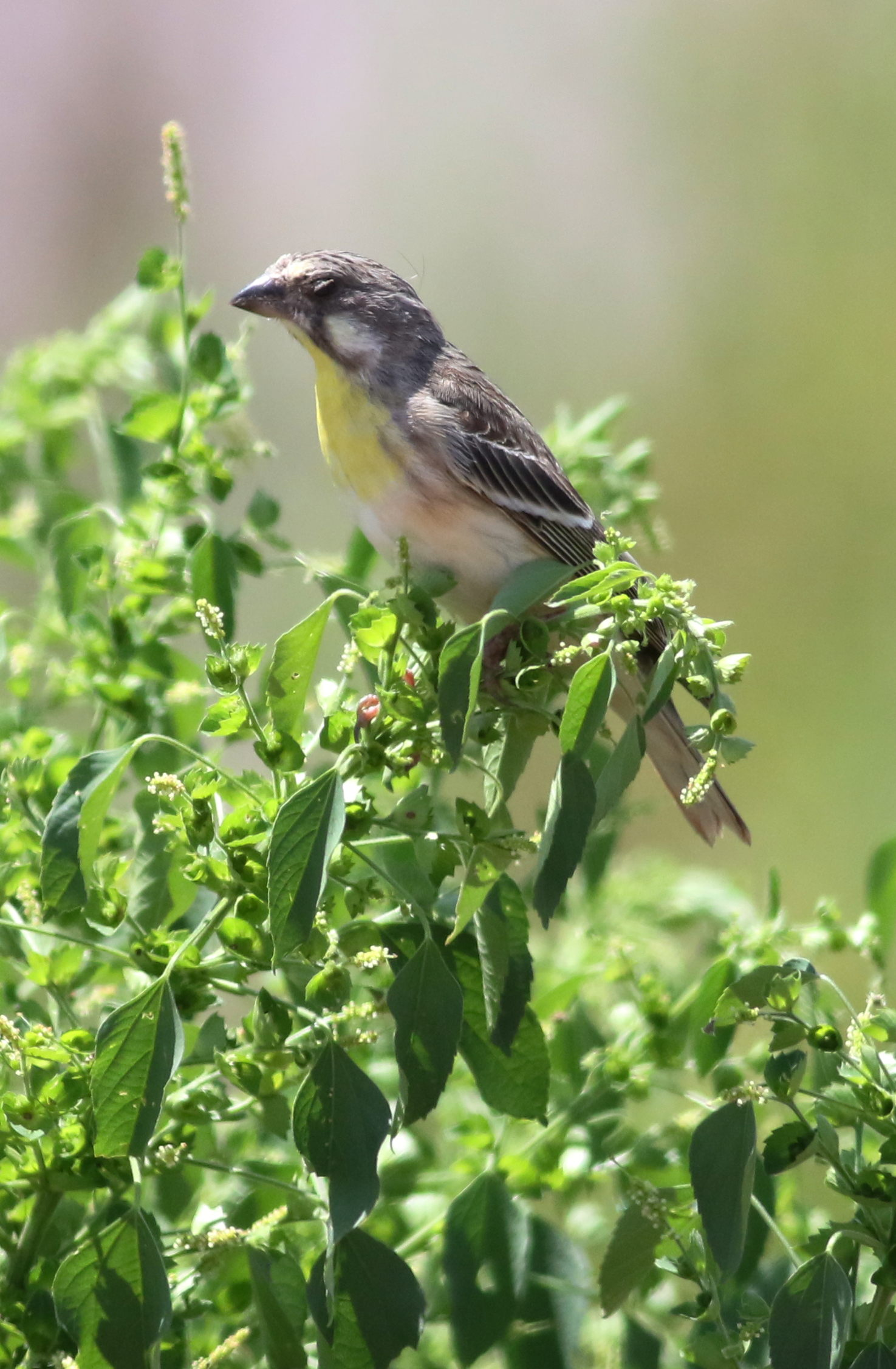
Esemplare in Sudafrica.

### Dimensioni
Taglia media di 12 cm di lunghezza, e 9,6-12,7 grammi di peso.

### Aspetto
Si tratta di uccelletti dall'aspetto slanciato, muniti di testa arrotondata, becco conico, ali appuntite e coda dalla punta lievemente forcuta.

Il piumaggio è di colore grigio su tutto il corpo, con le singole penne dell'area dorsale dalla punta nera, a dare un effetto screziato: la testa è più chiara, con area attorno al becco, sopracciglio e mustacchio di colore grigio più scuro, mentre guance e fronte sono biancastre, invece il dorso è più scuro, con remiganti nerastre orlate di bianco, al pari della coda. I fianchi sono invece di color grigio-brunastro, mentre ventre e sottocoda sono bianchi: il codione, la gola ed il petto, come intuibile sia dal nome comune che dal nome scientifico, sono di colore giallo. Il dimorfismo sessuale consiste nella minore estensione del giallo pettorale e nella colorazione in generale meno vivida della femmina rispetto al maschio. In entrambi i sessi, il becco è nerastro (con parte inferiore più chiara alla base), le zampe sono di color carnicino e gli occhi sono di colore bruno scuro.

## Biologia
Si tratta di uccelli dalle abitudini essenzialmente diurne, molto vispi e vivaci, i quali passano la maggior parte della giornata cercando il cibo fra i rami o al suolo, muovendosi in coppie o in gruppetti.

### Alimentazione
Il canarino pettolimone è un uccelletto granivoro, la cui dieta si basa sui semi delle piante erbacee, comprendendo però anche altri alimenti di origine vegetale (germogli, fiori, bacche) e animale (insetti ed altri piccoli invertebrati).

### Riproduzione
La stagione riproduttiva va da dicembre a maggio, con picchi delle nascite in gennaio-febbraio. I maschi competono per attrarre le femmine cantando da posatoi isolati (rocce o alberi isolati), per poi corteggiare le eventuali interessate seguendole con insistenza tenendo le piume arruffate, le ali leggermente aperte e puntate verso il basso e coda e testa puntate verso l'alto.
Si tratta di uccelli rigidamente monogami: la femmina si occupa da sola della costruzione del nido (una coppa di fibre vegetali intrecciate, situata alla biforcazione di un ramo) e della cova delle 3-6 uova, che dura circa due settimane, mentre il maschio si occupa di sorvegliare i dintorni e di nutrire la compagna durante queste operazioni, nonché di collaborare con essa nell'allevamento della prole, che è in grado d'involarsi a circa tre settimane dalla schiusa.

## Distribuzione e habitat

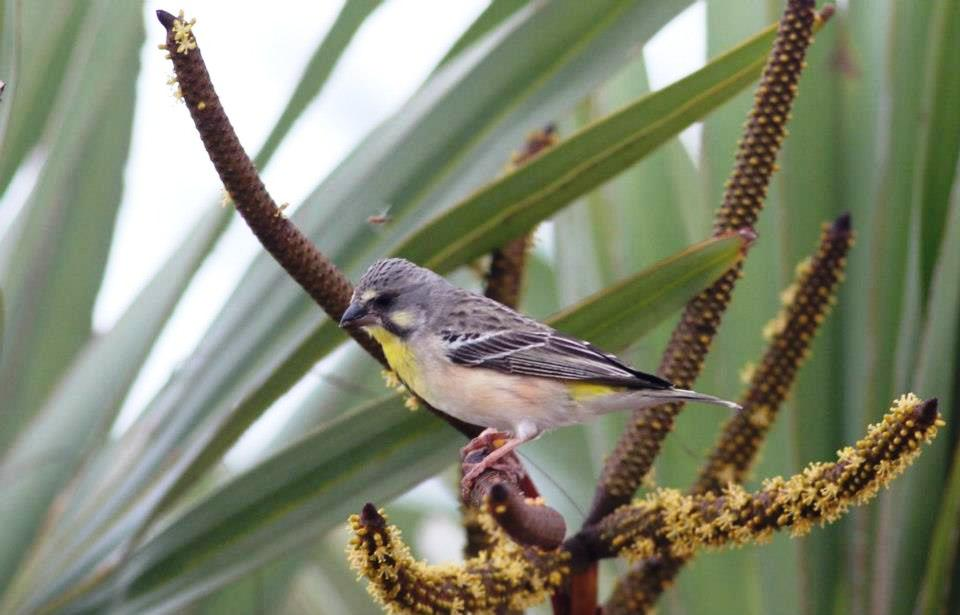
Esemplare su una palma nella provincia di Inhambane.

Il canarino pettolimone occupa, con areale piuttosto frammentato, buona parte dell'Africa sud-orientale (Malawi meridionale, Mozambico costiero meridionale e nord-occidentale, Zimbabwe sud-orientale, Sudafrica nord-orientale costiero).
L'habitat di questi uccelli è rappresentato dalla savana secca con predominanza a livello arboreo di palme (soprattutto Hyphaene).

## Sistematica
Alcuni autori riterrebbero questi uccelli un ibrido fra canarino del Mozambico e canarino golanera, tuttavia la validità della specie non sarebbe in discussione.